# 劉福祥 (越南)
劉福祥（越南语：／；？—1819年），越南阮朝官員、將領。
劉福祥是嘉定平陽（今平陽省）人。阮福映起兵反抗西山軍的時候，他投軍，擔任該隊。1798年（景興五十九年），與阮文瑞一起出使暹羅。歸國後，授典軍，與阮文瑞一起從乂安上道前去招誘萬象王國出兵，配合阮軍攻打西山朝。1800年（景興六十一年），劉福祥自萬象歸國，前往嘉定行在謁見，阮福映命令留軍次。
1800年（景興六十一年），萬象王因塔翁（昭印）俘獲西山朝將領，誘導川壙（鎮寧）叛離西山朝，命令上道該隊宋福琬回國以獻。阮福映命令劉福祥率所部從甘露道致書於萬象。劉福祥到達萬象後，恰巧參軍黎文春病死，於是由劉福祥兼領其軍，分置六支，與萬象王因塔翁約定日期，攻打西山朝的乂安。同年秋，劉福祥出兵，因塔翁也派兵四千餘人，分別前往香山、羅山（今德壽縣），在三乂關大破西山軍，俘獲船隻、大炮、軍械甚眾，又與西山朝都督阮現在清漳縣的六年城交戰，阮現陣亡，乂安震動。於是西山軍堅壁清野，焚燒當地數個縣的民家。劉福祥缺乏軍糧，萬象兵也頗有怨言，將要潰散。劉福祥得知後，定下回去的計策。凡是所殺的西山軍，結芭蕉筏，將屍體放在上面順流而下。西山朝水軍在下游，看見木筏接近，就用竹篙將其撥開，習以為常。於是劉福祥及其手下躺在筏上，等到接近西山軍戰船的時候，突然躍起攻擊。西山軍措手不及，棄船而逃，於是劉福祥奪得數十艘戰船，將其大部份焚毀，僅留十一艘船。其中十艘船上綁縛著稻草人將其放行，一艘船由劉福祥率手下乘坐。十一艘船順流而下，兩岸的西山軍望見，遠遠用箭射擊，不敢靠近。劉福祥至興元潮口昭徵祠下，拜謁祠堂，召集當地耆老慰諭。於是將所設偶人船竝張燭號，中流放下，自己率領手下一艘船暗中從明良江直趨南界海門而去。詰旦之時西山軍得知，前去追擊，沒有追及。九月，劉福祥回到𤅷江，不久被阮福映召到京城順化。阮福映問乂安西山軍的情況，劉福祥進行彙報。阮福映深為嘉獎，隨後命令跟隨𤅷江軍次討伐西山朝。
1803年（嘉隆二年），授欽差掌奇，出為廣平留守。1808年（嘉隆七年）因病去職，隨後遷任京北鎮守，不久召還，領廣平留守。後領永清鎮守。
1816年（嘉隆十五年），被召來京城，代替阮文瑞擔任「保護高綿」一職，給予統制保護銅印。從前劉福祥擔任永清鎮守的時候，與該簿黎得秦、記錄阮伯保因公科斂財數萬。劉福祥被調走之後案發。嘉隆帝阮福映命令嘉定城臣將其問罪。後來劉福祥擔任高綿保護官的時候，放縱手下勒索滋擾，高棉人十分不滿。此事被得知後，嘉隆帝當即下令將其解送嘉定。此案於1819年（嘉隆十八年）定讞，劉福祥三人被處決。